# 王釴
王釴（1499年—1558年），字公儀，號龍江，福建福州中衛官籍。

## 生平
十月二十二日生，行七，治《春秋》，由侯官縣學生中式嘉靖十年（1531年）辛卯科福建鄉試第六十二名舉人，年三十四歲中式嘉靖十一年（1532年）壬辰科會試第一百八十四名，第三甲第六十五名進士。觀大理寺政，授钱塘知县。
曾祖王智，贈都察院右副都御史；祖王瓉；父王昇，教諭；母黃氏。永感下，妻陳氏，兄鎰；鐸（驛丞）；欽（戶部主事），弟王鍵（貢士）。子王治。